# Édouard Alexander
Pour les articles homonymes, voir Alexander.
 (avril 2016).
Si vous disposez d'ouvrages ou d'articles de référence ou si vous connaissez des sites web de qualité traitant du thème abordé ici, merci de compléter l'article en donnant les références utiles à sa vérifiabilité et en les liant à la section « Notes et références ».
Édouard Alexander, né le 16 février 1916 à Marseille et mort le 1er avril 2004 dans la même ville, est un résistant et avocat d'affaires français.
Au cours de sa carrière, il est bâtonnier de l'ordre des avocats de Marseille, président de la CARSAM, Caisse de règlement et service des avocats au barreau de Marseille, premier vice-résident fondateur de l'UNCA, Union nationale des caisses des avocat et vice-président de la Conférence des bâtonniers.

## Biographie
Édouard Alexander naît dans une famille de commerçants installés sur le port de Marseille. Son père, Alfred, et son oncle, Jules, se partageant une activité de shipchandler commencée par leur grand-père en 1830.
Édouard Alexander commence ses études au lycée Périer, mais il est obligé très vite de les abandonner. En effet, à cause des difficultés économiques d’après-guerre, les deux familles ne peuvent plus vivre décemment des revenus du commerce. Les deux frères associés décident de se séparer : Jules reste à Marseille pour poursuivre l’activité tandis qu'Alfred essaie de développer une activité identique à Gênes.
Ainsi, Édouard, son frère et sa sœur suivent leurs parents et s’installent à Gênes.
Cependant, l'entreprise ne fonctionne pas bien, de sorte que le jeune Édouard est contraint, à 14 ans, de travailler comme pousseur de charreton de vitrier pour aider sa famille à subsister.
Retourné à Nice, où son père trouve du travail à la Chambre de commerce, il apprend le métier de peintre en bâtiment et s’installe à son compte comme peintre en lettres, à l'âge de 18 ans.
Après un service militaire de trois ans, il décide de ne pas reprendre ses activités d’ouvrier. Ayant appris la comptabilité à l'armée, il décide de poursuivre sa formation et est embauché par la Caisse d’allocations familiales de Nice en qualité de teneur de livres comptables.
Sa nouvelle occupation ne dure pas longtemps puisqu'il est rappelé dans l'armée à la suite de la déclaration de la guerre contre l'Allemagne. Il intègre l’Armée des Alpes, l’Armée Invaincue, qu'il quitte en juillet 1940 après l’Armistice.

### Faits deRésistance
Il ne supporte pas l’idée que l’on puisse cesser de se battre dans un pays occupé par l’envahisseur et dont les dirigeants acceptent de collaborer avec ce dernier. Refusant, comme beaucoup de Français, cette situation, isolé dans un contexte difficile, il commence avec son frère Raymond, des actions de propagande pour manifester son opposition. Mais cela ne le satisfait pas.
Le 5 octobre 1940, pour donner plus d’efficacité à son action, il décide avec son frère Raymond et Léon Brown de constituer un mouvement de résistance active qui prend le nom de Liberté. Le comité directeur définit ses objectifs : recrutement, mise en rapport avec Londres, émissions clandestines (Brown étant ingénieur radio). Carisio, professeur d’enseignement technique, est chargé d’actions en direction des jeunes dans un mouvement  dénommé Jeune République filiale de Liberté.
Après avoir contacté Combat qui ne lui propose rien de concret et surtout pas d'armes, il intègre le mouvement Franc-Tireur dont il devient membre du comité directeur des Alpes-Maritimes le 30 septembre 1941. Il passe ensuite chef départemental des groupes francs le 30 juin 1942, puis chef départemental des groupes francs des MUR le 30 décembre 1942. Il organise à ce titre divers attentats et sabotages dans le département des Alpes-Maritimes et ses environs. Les sabotages de d’Angeli à Nice avec la destruction de réserves d’essence, du pont Saint-Laurent, du tunnel de Riquier en novembre 1942 perturbent la circulation entre la France et l’Italie.
Mais toutes ces actions attirent l’attention sur lui et il est arrêté par la police de Vichy le 18 mars 1943. Une tentative d’évasion organisée par son frère dans le train échoue et il est jugé en section spéciale à Aix-en-Provence. Défendu par le futur bâtonnier Filippi, c’est là qu’il est confronté pour la première fois avec la justice, face à un président lisant ouvertement un journal pendant que l’avocat qui le défendait plaidait.
Le 28 avril 1943 une nouvelle tentative d’évasion organisée par Max Juvénal dit Maxence et par Maurice Chevance-Bertin ne peut avoir lieu, Chevance s'étant cassé la jambe et le transfert en Centrale au Fort Vauban à Nîmes a lieu le 29 avril 1943 où il est élu par les Politiques Membre du Comité Directeur de la Centrale en septembre 1943. Après diverses tentatives avortées, il s'évade les armes à la main, avec 22 détenus politiques le 4 février 1944. Les évadés, en tenue de forçats, poursuivis par la police, la Gestapo et la Milice, cherchent à rejoindre les maquis des Cévennes, mais mal guidés, s’orientent d'abord vers Montpellier, ce qui les sauvera. Après un périple de 15 jours, les évadés se retrouvent à 8 seulement au maquis de Saint Frezal d’où ils sont délogés après une nuit et obligés de reprendre la route vers le maquis des Bouzèdes au nord de Vialas, où ils peuvent enfin reprendre des forces. À Bouzèdes, par son expérience, il devient instructeur explosif et participe à diverses actions : attaque de la gendarmerie de la Bernarède, attaque sur voies ferrées, sabotages sur voies ferrées, sabotages de poteaux télégraphiques... Au bout de trois mois il décide de quitter le maquis.
Il va à Lyon pour renouer des liens avec les organisations de la Résistance, mais malheureusement, depuis qu’il a été arrêté, tous les cadres ont changé. Il décide de retourner sur Nice, ce qu’il fait au printemps 1944. Il reprend l'action armée, caché de jour dans un placard construit chez son beau-père, actif la nuit, de sorte que la Gestapo ne peut le retrouver avant la libération de Nice le 28 août 1944 dans laquelle le mouvement Liberté, alors intégré à Franc-Tireur joue un rôle important.
Après la guerre il est réhabilité, « ses actes ayant été utiles à la nation ».
Au cours de son engagement dans la résistance, il se fait connaître sous différents pseudonymes : Auer, Breville, Thibaut et Franck.

### Carrière professionnelle
Ayant quitté la Caisse d'allocations familiales des Bouches-du-Rhône, il prend la décision de devenir avocat, mais n’ayant pas le bac, il doit passer deux années de capacité en droit et un DES de lettres, puis faire ses études à la Faculté tout en exerçant une activité de représentant de commerce pour nourrir sa famille. En définitive, après avoir obtenu le CAPA il s’inscrit au barreau de Marseille en 1952. Très vite, il s’aperçoit que les avocats sont totalement désorganisés et que la situation des retraités, et surtout de leurs veuves, est extrêmement difficile. Il sait qu’à Paris une caisse d’avocats a été créée, permettant aux avocats parisiens de manipuler des fonds, ce qu’ils n’avaient pas le droit de faire à l’époque. Il pense donc que si tous les avocats de Marseille mettaient leur trésorerie dans une seule caisse, confiée à la gestion d’une seule banque, ils pourraient négocier la rémunération de leurs fonds, ce qui permettrait non seulement de rendre des services à la profession, mais également d’assurer des aides aux avocats nécessiteux et à leurs veuves. Après avoir convaincu le Conseil de l'Ordre, une caisse dénommée « Caisse de Règlements et Services des Avocats au barreau de Marseille » (CARSAM) est créée et il en fut Secrétaire Général pendant dix ans avant d'en être le Président en 1974.
Il milite toute sa vie pour la profession et fut membre du Conseil de l'Ordre de 1966 à 1972, puis en 1979 et 1980. Fondateur de la CARSAM, secrétaire général de celle-ci de 1963 à 1973, puis président de 1974 à 1977, il est également cofondateur de l'Union Nationale des Caisses d’Avocats (UNCA) dont il devient président à la suite de la présidence du bâtonnier Lussan.
Élu bâtonnier à la tête du Barreau de Marseille pour deux ans en 1978-1979, il mène de nombreuses actions au profit de la profession. Il a notamment crée le Prix de la Francophonie en 1977 et le Centre droit des personnes (CIDEP) en 1978. Il est également Vice-Président de la Conférence des Bâtonniers ; il a pris sa retraite en 1994. Depuis cette date il a assuré les cours de déontologie aux pré-stagiaires inscrits au Centre de Formation professionnelle. 
Il cesse son activité professionnelle en 1994 à l’âge de 78 ans et à partir de cette date, œuvre activement pour la mémoire de la Résistance dans les écoles. Il reçoit à ce titre les Palmes Académiques en 2004.
Après son décès, le 1er avril 2004, le Barreau de Marseille honore sa mémoire en donnant son nom à la grande bibliothèque de la Maison de l’Avocat, nom actuel de la CARSAM qu’il avait créée. La ville de Marseille en sa séance du 9 décembre 2013 a décidé qu'une rue de la ville, où il est né, porterait le nom d'Edouard Alexander.

## Distinctions

### Décorations françaises
- Officier de la Légion d'honneur[Quand ?]
- Croix de guerre 1939-1945, avec palmes et étoiles
- Médaille de la Résistance
- Chevalier des Palmes académiques (2003), pour son travail de mémoire auprès des collégiens et lycéens
- Croix du combattant volontaire de la Résistance
- Croix du combattant volontaire
- Croix du combattant
- Médaille de l'internement pour faits de Résistance

### Décorations étrangères
- Commandeur de l'ordre du Mérite de la république de Pologne (no 57)
- Croix du Partisan (en) (Pologne)
- Médaille Combattants Alliés (no 101)
- Officier de la reconnaissance britannique

### Autres
- Citation à l’ordre de la division par le général Malaguetti, commandant la 15e région militaire, le 19 mars 1946